# Віденська конвенція про охорону озонового шару
Ві́денська конве́нція про охоро́ну озо́нового ша́ру — багатостороння екологічна угода. Її було погоджено на Віденській Конференції 1985 року й набула чинності з 1988 року. Ратифіковано 197 державами (усі члени ООН і ЄС).
Діє як основа для міжнародних зусиль по захисту озонового шару. Однак, конвенція не включає юридично обов'язкові цілі скорочення використання  хлорфторвуглеводнів, головних хімічних речовин, що викликають виснаження озонового шару. Вони викладені у супровідному Монреальському протоколі.

## Ресурси Інтернету
- Текст [Архівовано 14 жовтня 2019 у Wayback Machine.]
- Держави учасниці і їх оговорки [Архівовано 10 вересня 2011 у Wayback Machine.](англ.)
- The Vienna Convention for the Protection of the Ozone Layer at The Ozone Secretariat at the United Nations Environment Programme
- UNEP: The Ozone Secretariat website
- Ratifications [Архівовано 10 вересня 2011 у Wayback Machine.]
- Treaty text [Архівовано 14 жовтня 2019 у Wayback Machine.]
- Introductory note by Edith Brown Weiss, procedural history note and audiovisual material [Архівовано 17 жовтня 2013 у Wayback Machine.] on the Vienna Convention for the Protection of the Ozone Layer in the Historic Archives of the United Nations Audiovisual Library of International Law [Архівовано 9 грудня 2016 у Wayback Machine.]
- Vienna Convention for the Protection of the Ozone Layer [Архівовано 9 березня 2016 у Wayback Machine.], Treaty available in ECOLEX-the gateway to environmental law (English)